# Rio Verde
Rio Verde város Brazíliában, Goiás államban. Lakosainak száma 225 696 fő (2022). Rio Verde Aparecida do Rio Doce, Santa Helena de Goiás, Cachoeira Alta, Caiapônia, Castelândia, Jataí, Maurilândia, Montividiu, Paraúna, Quirinópolis és Santo Antônio da Barra községekkel határos.

## Népesség
A település népességének változása:
| Lakosok száma | 116 552 | 176 424 | 247 259 | 225 696 |
|               | 2000    | 2010    | 2021    | 2022    |